# Король-Жабеня або Залізний Генріх
«Король-Жабеня або Залізний Генріх», або «Королевич-жаба або залізний Генрих» (нім. Der Froschkönig oder der eiserne Heinrich) — популярна народна казка, яка з'являється у різних версіях у багатьох країнах. Насамперед відома німецька версія братів Грімм, які опублікували казку в 1812 році у збірці «Казки» (том 1, казка 1).

## Версія братів Грімм
Якось королівна бавилася в лісі золотим м'ячиком, який неочікувано впав до криниці. Королівна почала плакати, оскільки це була її найулюбленіша іграшка. Тоді з води винирнуло жабеня і чоловічим голосом запропонувало допомогу, однак натомість забажало, щоб вона його «полюбила, та став би він її скрізь супроводжувати, розділяти її ігри, за її столиком сидіти поруч із нею, їсти з її золотої тарілочки, пити з її чарочки, спати у її ліжку» Королівна погодилася виконати всі умови, а жабеня повернуло їй м'ячик. Королівна забрала м'ячик і почала втікати, не маючи наміру виконати свою обіцянку.
Через деякий час жабеня добралося до палацу і нагадало їй про обіцянку. Король сказав доньці, що вона мусить виконати все, що обіцяла. Королівна без особливого бажання погодилася. Разом повечерявши, вони лягли спати у ліжко. Незабаром Королівна, однак, кинула жабеня об стіну, не можучи стримати огиду. Тоді жабеня перевтілилося у гарного Королевича. Виявилось, що його перетворила на жабеня чарівниця. Дотримавшись обіцянки, Королівна зняла з нього чари й тепер він міг повернутися до свого королівства. Закінчується казка їхнім одруженням.

## Інше
В інших, пізніших версіях байки, жабеня перевтілюється у королевича після поцілунку королівни.

## Екранізації
- «Король-жабеня» (англ. The Frog Prince, 1987)
- «Король-жабеня» (нім. Der Froschkönig, 1991)
- «Король-жабеня» (нім. Der Froschkönig, 2008)
- «Принцеса і Жаба» (англ. The Princess and the Frog, 2011)